# 柴达木工作委员会
柴达木工作委员会，青海省旧行政区。
1955年以海西蒙藏哈萨克自治区部分地区设置（地级），治所在噶尔穆（今青海省格尔木市）。1955年改名柴达木盆地工作委员会。